# 穂波半太郎

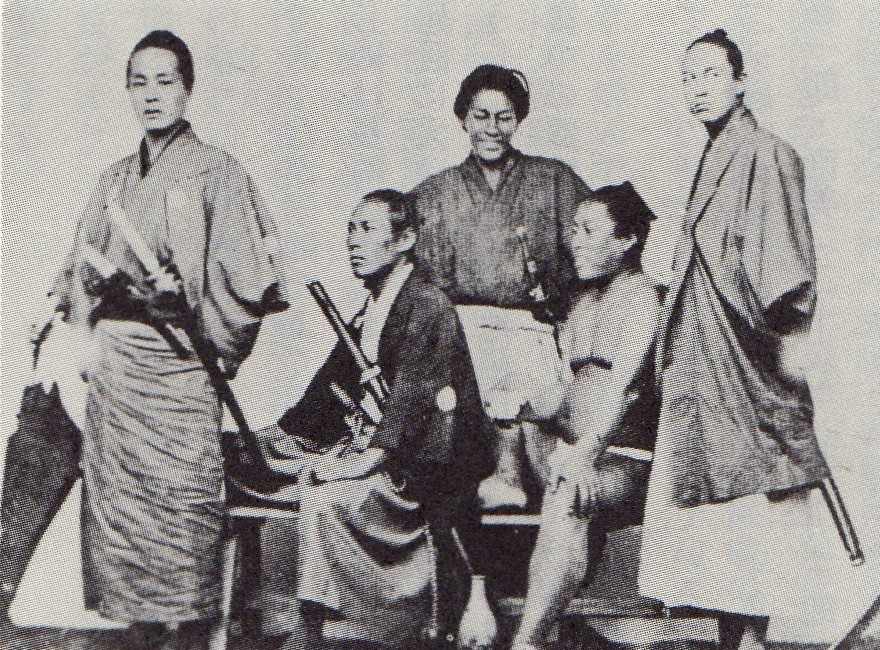
明治4年撮影、中央の笑顔の若者が穂波半太郎

穂波 半太郎（ほなみ はんたろう、1846年（弘化3年） - 1876年（明治9年）10月27日）は、幕末の福岡藩士。明治時代初期の巡査。秋月の乱で暴徒鎮圧に赴いて殺害された、福岡県殉職警察官の第一号である。

## 略伝
福岡藩馬廻り組600石喜多村家の出身で、喜多村家が穂波郡に住む際に、穂波を名乗り、名を幼名の重四郎から半太郎に改めた。幕末には筑前勤王党の一員で、明治4年撮影の写真が残っている。
秋月の乱に際し、元福岡藩士が県令に招集され、派遣にあたって官職を必要としたため、この時初めて一時的な便宜上、「福岡県警部」となった。現場に派遣された穂波は出陣の様子を偵察していた所を、反乱軍に発見され捕らえられた。明元寺（朝倉市千手）の隊列の前に引き出され、後ろ手に捕縛されひざまづかされる。元福岡藩士である事を名乗ると、首領の今村百八郎は佐賀の乱で福岡藩士が江藤新平討伐に向かった事などを詰問し、穂波は同志なるが故協議のために来たと弁明するが、今村は刀を抜き、穂波が「しばらく、しばらく」と逃げようとしたところを斬殺された。29歳。
「首の皮一枚で垂れ下がった頭をゆらせながら穂波の身体が2，3メートル歩いて倒れた」との目撃証言が明元寺に伝わる。
穂波を斬ったのは今村の弟・宮崎哲之介ともされる。今村はのちの供述では、「一刀斬りつけ候処、逃げ出さんとするを壮年兵士ら数人にて惨殺した」と述べている。
穂波は秋月藩内の対立で暗殺された臼井亘理の妻・清子の甥にあたり、今村百八郎は亘理暗殺者側であった。
明元寺に穂波半太郎殉職の跡、朝倉警察署管内に慰霊碑がある。